# Kungwini (Gemeinde)

Gemeindegebiet bis 2011

Kungwini (englisch Kungwini Local Municipality) war eine Lokalgemeinde im Distrikt Metsweding der südafrikanischen Provinz Gauteng. Der Verwaltungssitz befand sich in Bronkhorstspruit. Seit 2011 gehört das Territorium von Kungwini zur Metropolgemeinde Tshwane. Jacob Masango war der letzte Bürgermeister. Der ANC stellte zuletzt die Mehrheit im Gemeinderat.
Der Name der Gemeinde kommt vom Ndebele-Begriff für „Nebel“. 2007 hatte die Gemeinde nach Hochrechnungen 104.149 Einwohner. Sie deckte ein Gebiet von 2202 Quadratkilometern ab.